# Селютіна Любов Семенівна
Любов Семенівна Селютіна (нар. 21 грудня 1952) — радянська та російська актриса театру та кіно, народна артистка Росії .

## Біографія
Любов Семенівна Селютіна народилася 21 грудня 1952 року. Дитинство пройшло в Алтайському краї, пізніше родина переїхала до Новокузнецька, де батьки працювали на комсомольському будівництві. 1974 року Люба закінчила Театральне училище імені М. С. Щепкіна (курс Михайла Царьова). Після училища увійшла до трупи театру на Таганці, в якому стала провідною актрисою.

## Родина
- Чоловік — художник Геннадій Павлов.
- Донька — Соня (нар.. 1994).

## Нагороди
- Заслужена артистка Росії (1996).
- Народна артистка Росії (2010).

## Роботи у театрі
- 1979 — «Злочин і Покарання» Ф. М. Достоєвський — Соня Мармеладова
- 1980 — «Будинок на набережній» Ю. Трифонов — Соня
- 1981 — «Три сестри» А. Чехов — Ірина
- 1984 — «На дні» М. Горький — Настя
- 1985 — «Вишневий сад» А. Чехов — Варя
- 1986 — «Мізантроп» Мольєр — Еліанта
- 1989 — «Бенкет під час чуми» О. С. Пушкін — донна Анна
- 1992 — «Електра» Софокл — Хрисофеміда
- 1995 — «Медея» Евріпід — Медея (номінація на приз «Найкраща жіноча роль» у театральному фестивалі «Золота маска»)
- 1997 — «Брати Карамазови» — «Катерина Іванівна»
- 1998 — «Шарашка» О. І. Солженіцин — Наталія
- 1999 — «Добра людина з Сезуана» Б. Брехт — «Шен-Те і Шуї-Та»
- 2000 — «Євгеній Онєгін» А. С. Пушкін — «Тетяна»
- 2001 — «Живаго (Доктор)» Б. Л. Пастернак — Тоня
- 2002 — «Фауст» Гете — Турбота
- 2003 — «До і Після» поетична вистава Ю. П. Любимова за поезією Срібного віку — Анна Ахматова
- 2007 — «Електра» Софокл — Клітемнестра
- 2009 — «Арабески» — Мати Гоголя; Пульхерія Іванівна
- 2010 — «Мед» — Філомена; Мати двох братів
- 2012 — «На всякого мудреця досить простоти» — Манефа
- 2016 — «Стара, стара казка» Г. Х. Андерсен — Відьма
- 2016 — «Ельза» Я. Пулінович — Ельза Олександрівна

## Фільмографія
1. 1973—1983 — Вічний поклик (14-та серія) — Зойка
2. 1977 — Подарунок долі — Любка, ткачиха
3. 1988 — Чорний чернець — Варвара Миколаївна
4. 1990 — Світ в іншому вимірі (фільм 2-й «Зона — світ в іншому вимірі») — епізод
5. 1991 — Дмитро Веневітінов
6. 1991 — Єгипетська марка
7. 2006 — А Ви хто йому? — Наталія Володимирівна, сусідка Євгена Петровича
8. 2008 — Прилетить раптом чарівник — Дама, що супроводжує Мишка
9. 2008 — Продовження слідує — художник по костюмах
10. 2008 — Терміново в номер 2 (фільм 8-й «Старомодний злочин») — мати Єрохіна
11. 2009 — Бумеранг з минулого — Єлизавета Петрівна Самойлова, мати Михайла та Миколи
12. 2009 — Любити і ненавидіти (справа № 3 «Мертві води Московського моря») — Віра, колишня дружина Карачаєва
13. 2011 — Адвокат 8 (18-а серія «Роковий пікнік») — мати Олени
14. 2011 — Недолуга невістка — Тамара Зав'ялова, сусідка Рожкових; мати Жені та Ніни
15. 2011 — Сьомін. Відплата — Лідія Михайлівна Тетерєва, лікар-психіатр
16. 2011 — Стежка вздовж річки — Марія, мати Кості
17. 2012 — Метро — епізод
18. 2013 — Бомбіла. Продовження — Ірина Михайлівна, тітка Олени
19. 2013 — Пасічник — Зінаїда Степанівна, «Атлантида», бабуся Клюєва
20. 2013 — Торговий центр — епізод
21. 2014 — Мій улюблений тато — Світлана Михайлівна, купляє ікони
22. 2014 — Суддя — Світлана Михайлівна, мати Ніни
23. 2016 — Провокатор — баба Маня (Мар'я Сергіївна)
24. 2018 — Етюди про свободу (епізод «Рай»)
25. 2018 — Тригер — мама Михайла